# Isser (Boumerdès)
Isser (berberisch: Yesser, tifinagh ⵉⵙⴻⵔ, arabisch يسر, während der französischen Kolonialherrschaft Isserville) ist eine nordalgerische Stadt im gleichnamigen Distrikt (daïra) der Provinz Boumerdes.

## Geographie
Isser liegt am Südufer des Wadi Isser, der die Untere Kabylei durchfließt und bei Djinet, dem klassischen Cissi, ins Mittelmeer mündet.
Die Stadt besteht aus dem Hauptort, den Stadtteilen „Ouannougha“ im Südosten der Hauptstadt und „VSA Zouak Amar“ im Süden und 13 Gemeinden und Weilern im Umfeld: Baghlia, Teurfa, Ghomrassa, Bouider, Hassak Arabi, Chellout, Tamlakamt, El Abid, Tihachdine, Oued Djemaa, El Hamri und Bouchakour.

## Geschichte
Die Stadt wurde 1880 gegründet.
Der Name der Stadt stammt vom berberischen Wort iγzer (« ighzer »), was Wildbach oder Schlucht bedeutet.
Während der Kolonialzeit hieß die Stadt Isserville.

## Demografie
Bei einer Fläche von 45.991 Hektar wohnten 1900 578 Europäer unter 32.388 Algeriern. Im Jahr 2008 lebten 32.580 Personen in Isser.

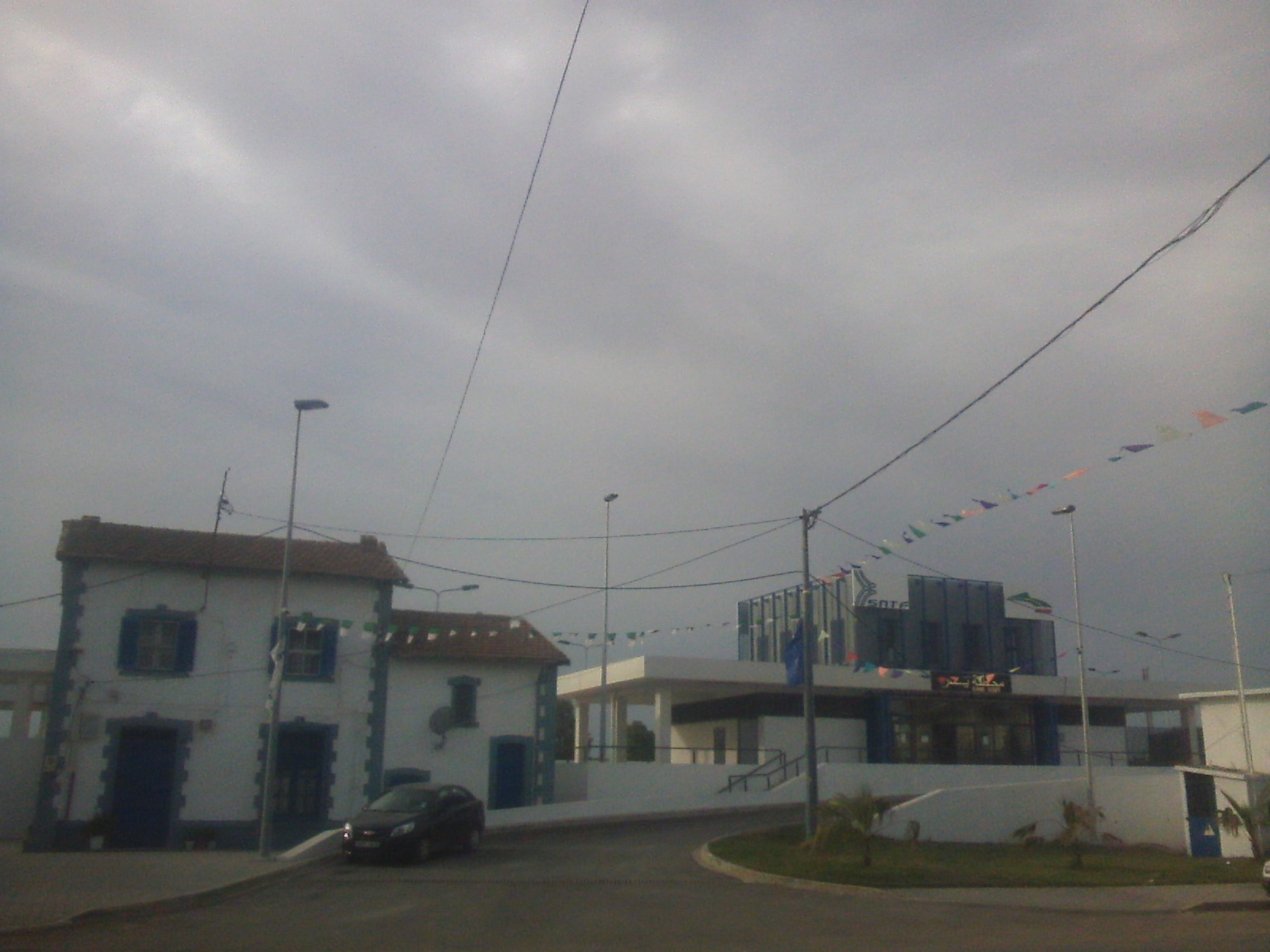
Der neue Bahnhof von Isser

## Verkehr
Isser ist ein wichtiger Haltepunkt auf der Strecke zwischen Algier und der Oberen Kabylei. Es liegt an der alten Kabylei-Straße und an der Eisenbahnstrecke Algier-Tizi Ouzou.

## Prominente Persönlichkeiten
Isser ist der Geburtsort von Belkacem Lounes (* 1955), einem in Grenoble tätigen Ökonomen, der jahrelang Präsident des Weltverbands der Berber war (Congres Mondial Amazigh CMA) und seit 2019 Mitglied des Expertenmechanismus für die Rechte indigener Völker der Vereinten Nationen ist.